# Alexandru Ciucurencu
Alexandru Ciucurencu, né le 27 septembre 1903 et mort le 27 décembre 1977, est un peintre roumain.

## Biographie
À l'âge de 13 ans, il devient apprenti dans l'atelier d'un peintre à Tulcea. Il étudie à l'École des Beaux-Arts de Bucarest entre 1921 et 1928 avec George Demetrescu-Mirea et Camil Ressu, et fréquente également l'école de plein air de Baia Mare (1926 et 1928), ainsi que l'Académie Julian à Paris et l'atelier d'André Lhote entre 1930 et 1932. Il fait ses débuts en 1930 au Salon Officiel de Bucarest, et son don de coloriste est rapidement reconnu, surtout dans les natures mortes, les paysages, et ses peintures de femmes dans les intérieurs. Vers 1940, ses tableaux gagnent en densité et en concentration. Après la Seconde Guerre mondiale il s'adapte aux exigences du réalisme socialiste officiellement approuvé, bien qu'il ait réussi à éviter le naturalisme plat des autres peintres roumains de la même période.